# Apistogramma acrensis
Espèce
Apistogramma acrensis est un poisson appartenant à la famille des Cichlidae.